# Мелоклетський
Мелоклетський (рос. Мелоклетский) — хутір у Клетському районі Волгоградської області Російської Федерації.
Населення становить 232 особи. Входить до складу муніципального утворення Клетське сільське поселення.

## Історія
Хутір розташований у межах українського історичного та культурного регіону Жовтий Клин.
Згідно із законом від 14 лютого 2005 року № 1003-ОД органом місцевого самоврядування є Клетське сільське поселення.

## Населення
| 2010 |
| ---- |
| 232  |